# Бент Ларсен
Бент Ларсен е датски шахматист, гросмайстор. Той е шесткратен шампион на Дания и кандидат за световната титла в четири цикъла: 1965, 1968, 1971 и 1977. Победител е в три междузонални турнира: Амстердам (1964), Сус (1967) и Бил (1976). Ларсен спечелва дузина престижни шахматни турнири и е награден с първия „Шахматен Оскар“ през 1967.
Бент е смятан за най-силния шахматист, роден в Дания, и за най-силния в Скандинавия до появата на норвежеца Магнус Карлсен. От ранните 1970-те живее през част от годината в Лас Палмас и в Буенос Айрес, с родената си в Аржентина съпруга.

## Кариера

### Ранни години
Ларсен представя на два пъти Дания в Световното първенство за юноши – през 1991 в Бирмингам (5 място) и през 1953 в Копенхаген (8 място). Не успява да завърши строително инженерство, но решава да стане професионален шахматист. През 1954 на 19-годишна възраст става международен майстор, след като спечелва бронзов медал на дъска от шахматната олимпиада в Амстердам. Същата година спечелва първия от неговите шест първенства на Дания, повтаряйки постижението си през 1955, 1956, 1959, 1963 и 1964.
През 1955 Ларсен побеждава Фридрик Оулафсон в демонстрационен мач в Осло с 4,5:3,5. На следващата година спечелва в Копенхаген с 8:9.

### Млад гросмайстор
Той става международен гросмайстор през 1956 с представянето си и златния медал на първа дъска на олимпиадата в Москва. Заема 1 – 2 място в Хейстингс (1956 – 57) със Светозар Глигорич и резултат 6,5/9 т. През 1957 в Далас поделя 3 – 4 позиция с резултат 7,5/14 т.; победители са Глигорич и Самуел Решевски.
През 1957 на зоналния в Вагенинген заема 3 – 4 място с Ян Хайн Донер и резултат 12,5/17 т.; по правило само първите трима се класират за следващия етап, което налага двамата шахматисти да изиграят плейофен мач. На следващата година Ларсен побеждава с 3:1 Донер в Хага и се класира за първия си междузонален турнир – Порторож (1958). Там постига 8,5/20 т. и заема 16 място, което не му дава право да продължи по-напред. Същата година постига първия си голям индивидуален международен успех, спечелвайки турнира в Мар дел Плата с 12/15 т. пред Уилям Ломбарди, Ерик Елисказес, Оскар Пано и Херман Пилник.

### Претендент за световната титла
В този период Ларсен разнообразява стила си на игра, използвайки рисковани и необикновени дебюти в част от игрите си, за да опита да извади от баланс противника си; това довежда до възстановяване на формата му и по-нататъшно развитие на шахматната му игра. Завършва втори на зоналния турнир в Хале с 13/19 т. зад победителя Лайош Портиш, класирайки се за междузоналния турнир на следващата година. През 1964 г. в Белград поделя 5 – 6 място с 10/17 т. (победител е Борис Спаски). Поделя 5 – 7 място в Бевервайк (1964) с 9,5/15 т. Ларсен използва активно необичайни дебюти на междузоналния турнир в Амстердам (1964), където поделя 1 – 4 място с Борис Спаски, Михаил Тал и Василий Смислов, продължавайки напред като кандидат.
През 1965 г. в мачовете на претедентите, Ларсен побеждава Борислав Ивков в Блед с 5,5:2,5, но губи на полуфинала, също в Блед с 4,5:5,5 от Михаил Тал, бивш световен шампион. Спечелва плейофен мач за третото място при кандидатите срещу Ефим Гелер с резултат 5:4 в Копенхаген през 1966 г. През 1967 г. спечелва междузоналния турнир в Сус след оттеглянето на Фишер. Същата година става първият шахматист, удостоен с най-високата годишна награда – Шахматен Оскар. През 1968 г. печели четвъртфиналния мач на претендентите за световната титла срещу Лайош Портиш с 5,5:4,5 Порец. В Малмьо, обаче, губи на полуфинала от Борис Спаски, който впоследствие спечелва световната корона.
През 1970 г. в Белград се играе историческият „мач на века“ между отборите на СССР и останалия свят. На 1-ва дъска отначало е предвиден Боби Фишер, но за нея претендира и Ларсен. Той заявява, че е пристигнал в Белград като наблюдател и отказва да играе на друга дъска освен на първата. Фишер учудващо отстъпва, но Ларсен губи на първа дъска от световния шампион Спаски, като в една от партиите е разгромен за 17 хода. Същата година поделя второ място на междузоналния турнир в Палма де Майорка с резултат 15/23 т., зад Боби Фишер. Постига най-високия си рейтинг 2660 според системата ЕЛО в началото на 1971 г., поделяйки третото място в света с Виктор Корчной, след Фишер и Спаски. Тогава участва в мачове на претендентите за световната титла. На полуфинала губи катастрофално с 0:6 от бъдещия световен шампион Боби Фишер.
През 1973 г. не успява да се класира за следващата фаза при участието си в междузоналния турнир в Ленинград; заема 5 – 6 място с резултат 10/17 т., а победители са Анатолий Карпов и Корчной. През 1976 г. спечелва междузоналния турнир в Бил, но на следващата година губи мача си при кандидатите от Лайош Портиш с резултат 3,5:6,5 в Ротердам. На междузоналния турнир в Рига през 1979 г., Ларсен събира 10 от 17 възможни точки и не продължава в следващата фаза.

## Превъзходство в турнирите (1965 – 1973)
Започвайки в средата на 60-те години на XX в., Ларсен се радва на много успешно представяне в основните турнири в света, като той и Фишер стават двамата най-силни състезатели извън Съветския съюз. Участва в много силни турнири и многократно завършва пред най-силните съветски състезатели. Победител е в Хавър (1966) с 9/11 т. пред Лев Полугаевски. В Санта Моника (1966) завършва на трето място с 10/18 т. зад Спаски и Фишер. Спечелва в Хавана (1967) със силния резултат 15/19 т., оставяйки зад себе си Марк Тайманов, Смислов, Полугаевски, Глигорич и Мирослав Филип. Поделя 2 – 3 място в Дънди (1967) с 5,5/8 т. зад Глигорич. В Бевервайк (1967) е четвърти с 8,5/15 т. (Спаски побеждава).

### Участия на шахматни олимпиади
Ларсен представя Дания на шест олимпиади винаги на първа дъска. Постига общ резултат 75 от 109 възможни точки (61 победи, 28 ремита, 20 загуби) и средна успеваемост от 68,8 процента според olimpbase.org. Винаги играе голям брой партии, участва в почти всички кръгове и спечелва три медала на дъска – златен и два бронзови.
| Година | Организатор | Отбор | Класиране (отборно) | Дъска | Индивидуален резултат                         | Медал             |
| 1954   | Амстердам   | Дания | 16                  | Първа | 13,5 от 19 т. (11 победи, 5 ремита, 3 загуби) | Бронз (на дъска)  |
| 1956   | Москва      | Дания | 10                  | Първа | 14 от 18 т. (11 победи, 6 ремита, 1 загуба)   | Златен (на дъска) |
| 1958   | Мюнхен      | Дания | 18                  | Първа | 13 от 19 т. (11 победи, 4 ремита, 4 загуби)   |                   |
| 1966   | Хавана      | Дания | 10                  | Първа | 11 от 18 т. (9 победи, 4 ремита, 5 загуби)    |                   |
| 1968   | Лугано      | Дания | 12                  | Първа | 10,5 от 18 т. (8 победи, 5 ремита, 5 загуби)  |                   |
| 1970   | Зиген       | Дания | 19                  | Първа | 13 от 17 т. (11 победи, 4 ремита, 2 загуби)   | Бронз (на дъска)  |

### Късна кариера
През 1988 губи партия срещу Deep Thought, ставайки първия гросмайстор и състезател с най-високия ЕЛО рейтинг (по това време 2560) победен от компютър в турнирна игра.
Ларсен продължава понякога да участва в турнири към днешна дата. През 1999 завършва седми от десет места в датското първенство, но през 2000 е принуден да се оттегли от същото събитие, защото сериозно се разболява от оток, което изисква операция на мозъка. Оттогава участва само в няколко турнира в Буенос Айрес. През 2002 става четвърти на мемориалния нокаут турнир „Мигел Найдорф“.